# Onobrychis alba
Onobrychis alba är en ärtväxtart som först beskrevs av Franz de Paula Adam von Waldstein-Wartemberg och Pál Kitaibel, och fick sitt nu gällande namn av Nicaise Auguste Desvaux. Onobrychis alba ingår i släktet esparsetter, och familjen ärtväxter.

## Underarter
Arten delas in i följande underarter:
- O. a. alba
- O. a. calcarea
- O. a. echinata
- O. a. laconica
- O. a. mairei
- O. a. tenoreana